# Huernia barbata
Huernia barbata is een soort uit de maagdenpalmfamilie (Apocynaceae). Het is een succulente bladloze plant die dichte bosjes vormt. De urnvormige bloemen zijn roomkleurig met kastanjebruine spikkels en hebben driehoekige, toegespitste, spreidende lobben.
De soort komt voor in Zuid-Afrika en Lesotho, in een gebied tussen de Kaapprovincie en de Vrijstaat.